# Матильда Вальдек-Пірмонтська
Матильда Вальдек-Пірмонтська, повне ім'я Кароліна Фредеріка Матильда Вальдек-Пірмонтська (нім. Mathilde zu Waldeck und Pyrmont; 10 квітня 1801 — 13 квітня 1825) — принцеса Вальдек-Пірмонтська, донька князя Вальдек-Пірмонтського Георга I та принцеси Шварцбург-Зондерсгаузенської Августи, дружина герцога Вюртемберзького Євгена.

## Біографія
Матильда народилась 10 квітня 1801 року в Родені. Вона була десятою дитиною та четвертою донькою в родині принца Вальдек-Пірмонтського Георга та його дружини Августи Шварцбург-Зондерсгаузенської. На момент її народження із старших братів та сестер живими залишалися шестеро: Крістіана, Георг, Фрідріх, Йоганн, Іда та Вольрад. Жила сім'я у Роденському замку.
Країною в цей час правив їхній дядько Фрідріх Карл Август. 1805-го року вони із братом поділили країну. Георгу дістався Пірмонт, і наступного року родина переїхала туди.
1812 року князівство знову поєдналось під владою Георга. Однак, його правління було недовгим. Від 1813 року владу тримав старший брат Матильди — Георг. Резиденцією князя був Арользен.
У віці 16 років принцесу пошлюбив 29-річний герцог Євген Вюртемберзький. Наречений був генералом від інфантерії на російській службі, вважався одним з найкращих руських командирів піхоти періоду наполеонівських війон. Брав участь у Бородінській битві, у битвах при Бауцені, взятті Дрездена, під Кульмом, а також Битві народів під Лейпцигом та взятті Парижу. Був нагороджений орденами багатьох країн. Весілля відбулося в Арользені 20 квітня 1817 року. Шлюб був коротким та щасливим. У подружжя народилося троє дітей.

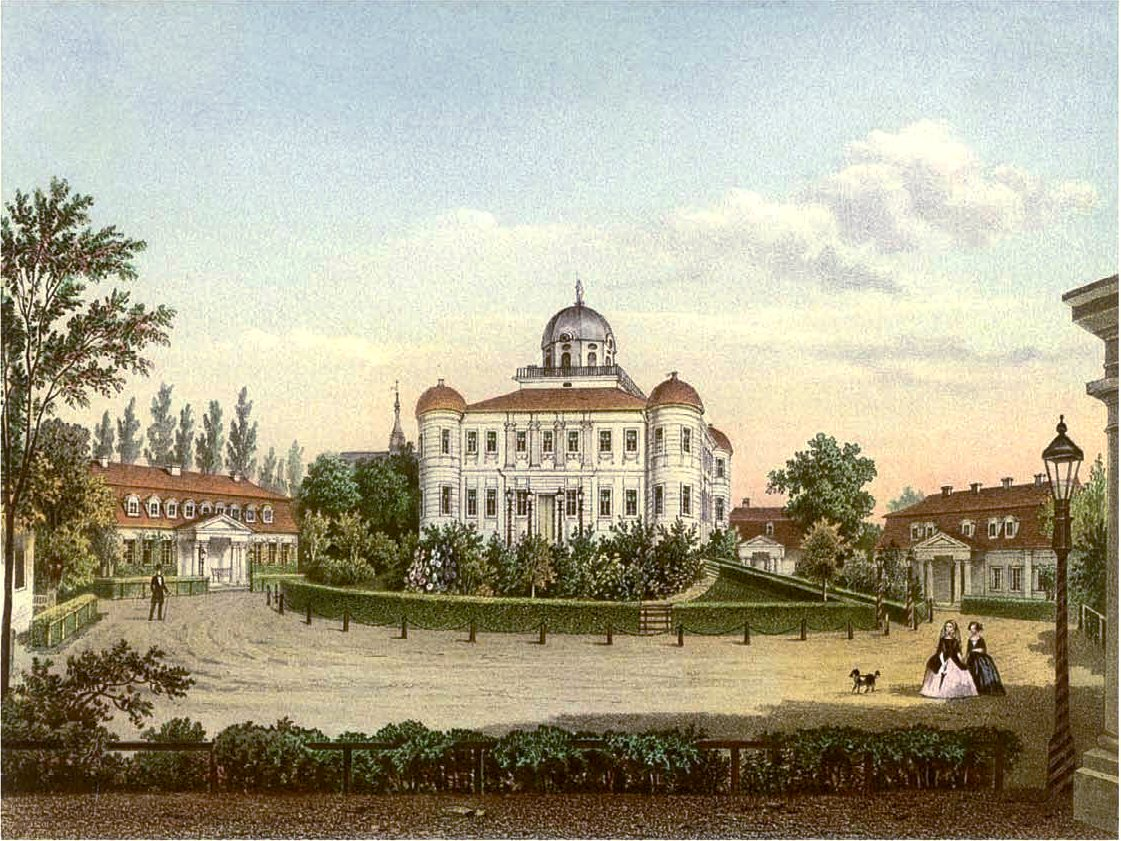
Замок в Карлсруе

Проживала родина в Сілезії, де родині Євгена належало кілька маєтків. Основною резиденцією був палац в Карлсруе, який у 1822 році став його повноправною власністю. Герцог всіляко сприяв покращенню економічного, соціального та культурного життя місцевості.
1825 року Матильда померла під час тяжких пологів. Новонароджений син прожив лише два дні. Обох поховали в євангелічній церкві Святої Софії в Карлсруе.
Після передчасної смерті коханої дружини, Євген присвятив їй парковий храм на невеличкому острові. На плафоні купола були створені фрески, що зображували фігуру герцогині. У центрі ж була розміщена постать янголятка, що символізувала новонародженого Вільгельма Александра. Храм завжди був популярним серед відвідувачів парку, оскільки є збудованим на перетині водних шляхів, що поєднують всі озера.

## Родина

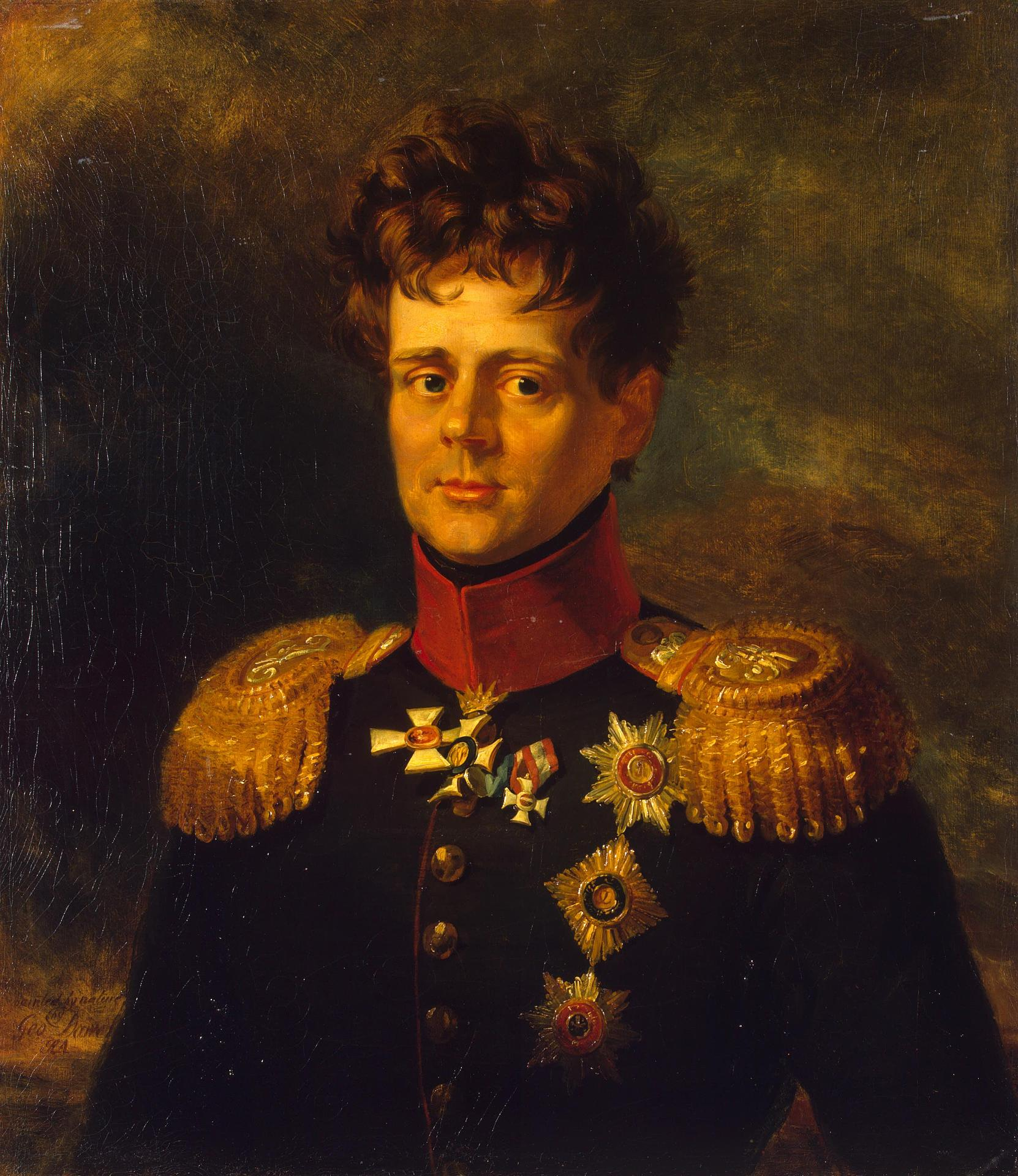
Євген Вюртемберзький

Чоловік — Євген Вюртемберзький
Діти:
- Марія (1818—1888) — дружина ландграфа Гессен-Філіпстальського Карла II, мала двох синів;
- Євген (1820—1875) — герцог Вюртемберзький, був одружений з Матильдою Шаумбург-Ліппської, мав трьох дітей;
- Вільгельм Александр (13—15 квітня 1825) — помер невдовзі після народження.